# Isshin Chiba
Pour les articles homonymes, voir Chiba (homonymie).
Isshin Chiba (千葉 一伸, Chiba Isshin) est un seiyū (doubleur japonais), né le 26 juin 1968 à Kesennuma, dans la préfecture de Miyagi, au Japon. Chiba travaille actuellement pour Arts Vision.

## Prestations notables
- Stein Heigar dans Infinite ryvius
- Détective Chiba dans Détective Conan
- Kyosuke Kagami dans Rival Schools: United by Fate
- DIO dans JoJo's Bizarre Adventure: Heritage for the Future
- Jedah Dohma dans Vampire Savior
- Cyclonus / SandStorm / Snow Storm dans Transformers Micron Legend/SuperLink.
- Silver Knight dans .hack//SIGN
- Jin Kazama dans Tekken 3, Tekken 4, Tekken 5 et Tekken 6
- Sumi Keiichi dans Junjou Romantica
- Keisuke Jin/Kamen Rider X dans Kamen Rider x Kamen Rider Fourze & OOO : MOVIE Taisen MEGA MAX